# Mansion
Mansion is het debuutalbum van christelijke hiphopper Nathan Feuerstein, uitgebracht onder zijn artiestennaam NF. Het album werd in op 31 maart 2015 uitgebracht.
Andere artiesten die bijdragen aan het album zijn Fleurie voor het lied "Mansion", Jeremiah Carlson op "I'll Keep On", en Britt Nicole op "Can You Hold Me".

## Tracklist
| 1.                 | Intro                               | 3:20 |
| 2.                 | Mansion (met Fleurie)               | 5:24 |
| 3.                 | All I Have                          | 4:09 |
| 4.                 | Wait                                | 4:02 |
| 5.                 | Wake Up                             | 3:53 |
| 6.                 | Face It                             | 3:40 |
| 7.                 | Motivated                           | 4:22 |
| 8.                 | Notepad                             | 3:39 |
| 9.                 | Turn the Music Up                   | 3:20 |
| 10.                | Paralyzed                           | 4:31 |
| 11.                | I'll Keep On (met Jeremiah Carlson) | 4:15 |
| 12.                | Can You Hold Me (met Britt Nicole)  | 3:41 |
| Totale duur: 48:08 |                                     |      |

## Hitlijsten (2015)
- US Billboard 200 - 62e positie
- US Christian Albums - 1e positie
- US Top Rap Albums - 9e positie